# انتخابات ریاست‌جمهوری ایالات متحده آمریکا (۱۹۲۸)
انتخابات ریاست‌جمهوری آمریکا در سال ۱۹۲۸ (به انگلیسی: 1928 United States presidential election) سی و ششمین انتخابات چهار سالهٔ ریاست جمهوری ایالات متحده بود که در روز ۶ نوامبر ۱۹۲۸ برگزار شد. هربرت هوور، نامزد حزب جمهوری‌خواه، برای نخستین بار به مقام ریاست جمهوری رسید و چارلز کرتیس هم معاون رئیس‌جمهور شد.